# Катастрофа DC-4 под Иссуденом
Катастрофа DC-4 под Иссуденом — авиационная катастрофа, произошедшая в воскресенье 11 августа 1957 года близ посёлка Иссуден (провинция Квебек, Канада) с участием DC-4 авиакомпании Maritime Central Airways, при этом погибли 79 человек. На момент событий это была крупнейшая авиационная катастрофа в Канаде.

## Самолёт
Участвующий в происшествии DC-4 с заводским номером 18374 и серийным DO148 был выпущен в 1944 году и на самом деле поначалу был моделью C-54B-15-DO, после чего поступил в ВВС Армии США, где получил регистрационный номер 43-17174. В дальнейшем он был переделан в модель DC-4 (C54B-DC) и поступил в Los Angeles Air Service, где получил регистрационный номер N30047. Через несколько лет авиалайнер приобрела Quebecair и перерегистрировала его на CF-HVL, а в 1956 году — Maritime Central Airways, которая сменила номер самолёта на CF-MCF.

## Катастрофа
Самолёт выполнял рейс 315 из Лондона в Торонто с промежуточными посадками в Рейкьявике и Гуз-Бее для дозаправки. 10 августа в 21:48 GMT он вылетел из Лондонского аэропорта Хитроу и 11 августа в 04:06 GMT приземлился в аэропорту Кеблавик города Рейкьявик. Затем в 05:12 рейс 315 с 6 членами экипажа и 73 пассажирами на борту выполнил взлёт и направился к следующей точке маршрута. Через несколько часов экипаж по рации сообщил, что они хотели был пролететь Гус-Бэй и направиться к Монреалю. В 14:10 (18:10 GMT) диспетчерский центр Квебек-контроль дал указание рейсу 315 при подходе к Ружмону переходить на связь с Монреалем.
Это была последняя связь с самолётом. На высоте 6 тысяч футов (1830 метров) авиалайнер влетел в мощные кучево-дождевые облака, где столкнулся с сильным дождём и мощным порывистым ветром. В какой-то момент экипаж потерял контроль над управлением, после чего Дуглас вошёл в штопор и в 14:15 на скорости около 230 узлов (426 км/ч) под углом 70° и с небольшим левым креном врезался в землю в 7 километрах восточнее Иссудена. От удара самолёт полностью разрушился, все 79 человек на борту при этом погибли. На момент событий эта авиационная катастрофа занимала первое место среди произошедших на территории Канады (в настоящее время — пятое) и с участием DC-4 (в настоящее время — второе).

## Причины
Причиной катастрофы была названа сильная турбулентность при полёте в кучево-дождевых облаках, приведшая к потере управления и сваливанию в штопор.